# N-나이트로소다이메틸아민
N-나이트로소다이메틸아민(N-Nitrosodimethylamine, NDMA)은 화학식(2CH3)NNO)의 유기화합물로 N-니트로소아민(Nitrosamine) 종류 중 가장 단순한 구성으로 되어 있다. NDMA는 간독성이 매우 높은 발암물질로 휘발성 황색 오일 형태인데, 물의 염소화에 의한 수처리로 생성될 수 있다. 디메틸아민을 함유할 수 있는 재활용수는 음이온 교환수지 처리중 NDMA를 형성 또는 침출한다. NDMA는 쉽게 생분해되거나 흡착, 휘발되지 않기에 수질오염을 일으킬 수 있지만, 200~260nm 범위의 UV 복사에 의해 N–N 결합이 파괴되어 제거된다. NDMA는 주로 탄 음식이나 담배연기 등에서 발견된다.
1. 1 2 3 4 5 6  NIOSH Pocket Guide to Chemical Hazards. “#0461”. 미국 국립 직업안전위생연구소 (NIOSH).